# Binger Loch

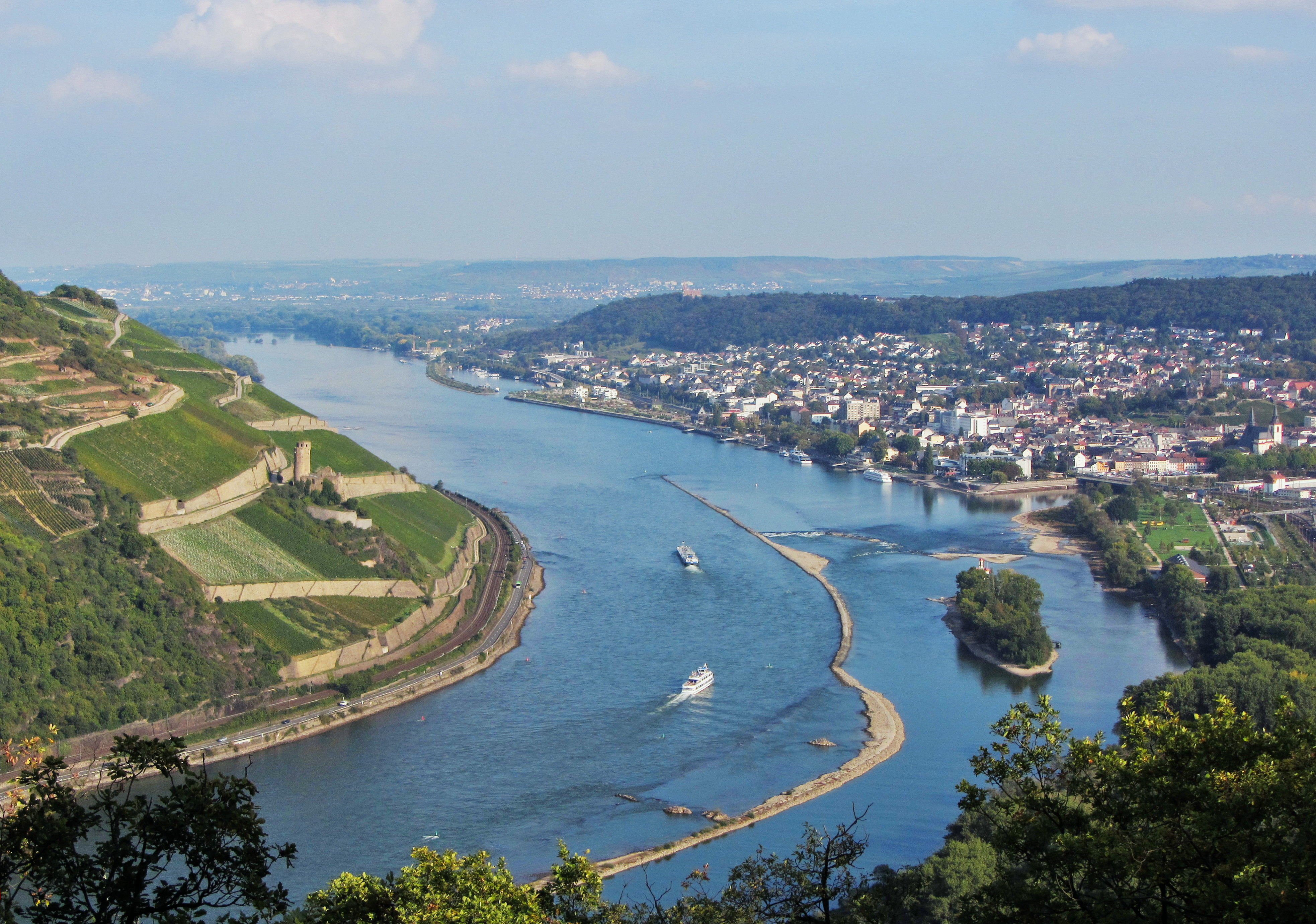
Binger Loch 2011. Das Fahrwasser ist links. Rechts, durch das Parallelwerk abgetrennt, liegt die Mäuseturminsel am zweiten Fahrwasser. Links neben dem Parallelwerk sind die Lochsteine zu sehen.

Das Binger Loch ist eine Engstelle am Anfang des Rhein-Durchbruchstales durch das Rheinische Schiefergebirge. Es stellte bis ins 19. Jahrhundert ein bedeutendes Hindernis für die Schifffahrt im Oberen Mittelrheintal dar. 
Das Binger Loch liegt bei Rheinkilometer 530,8, am rechten Ufer, wenige Meter stromabwärts des Binger Mäuseturms und der Burg Ehrenfels. An dieser Stelle überquerte der Rhein ein quer zum Fluss verlaufendes Quarzit-Riff. Die Passage dieses Riffs war gefährlich und nicht allen Lastschiffen möglich. Für die Schifffahrt allgemein passierbar wurde die Stelle erst, nachdem es im 17. Jahrhundert erstmals gelungen war, in die Felsbarriere eine Scharte zu sprengen – das heutige Binger Loch. Heute sind von dem Riff noch drei Felsen im Strom geblieben, die Lochsteine. 

## Strömungsverhältnisse am Mittelrhein

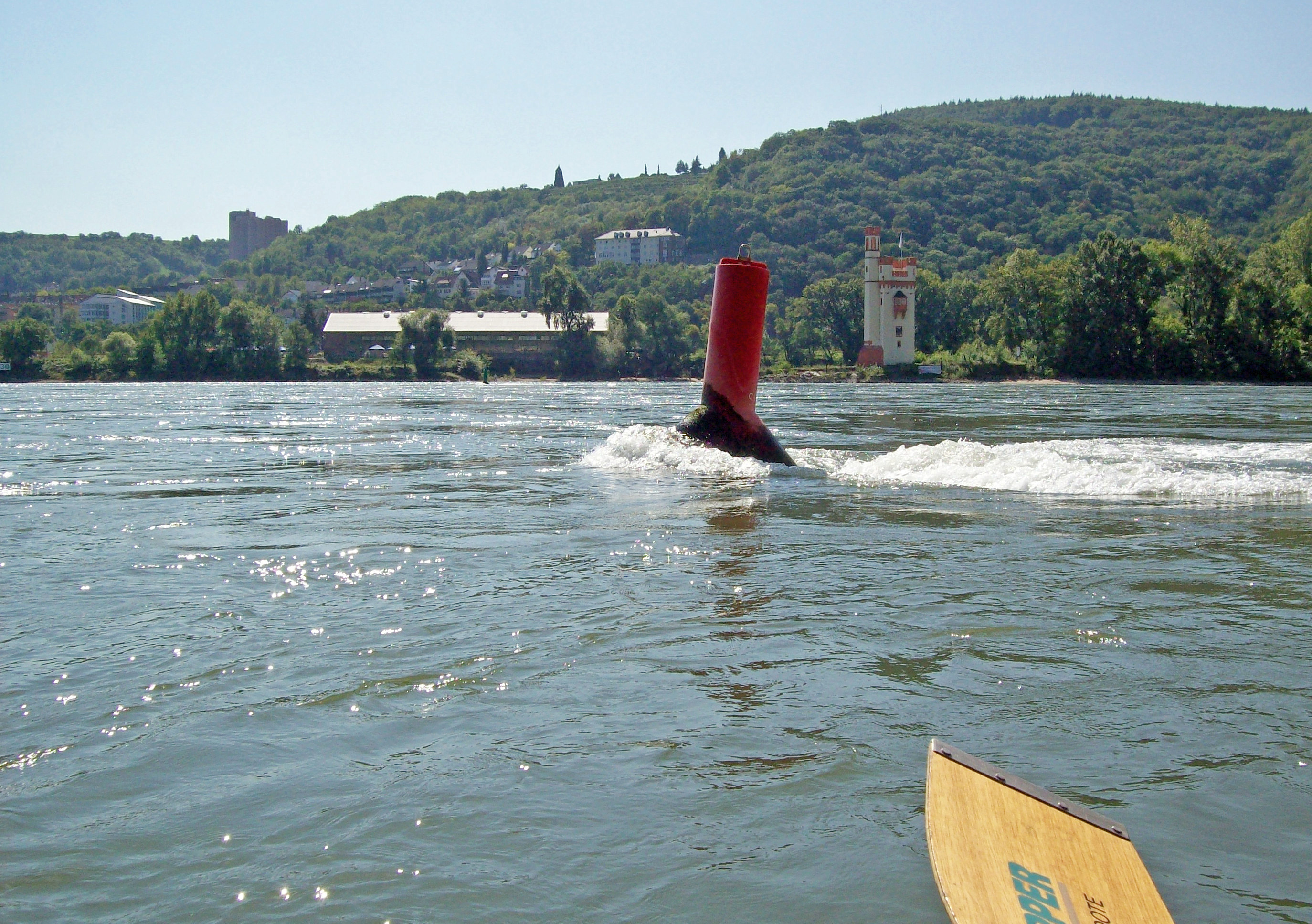
Markierungstonne im Binger Loch mit starker Strömung

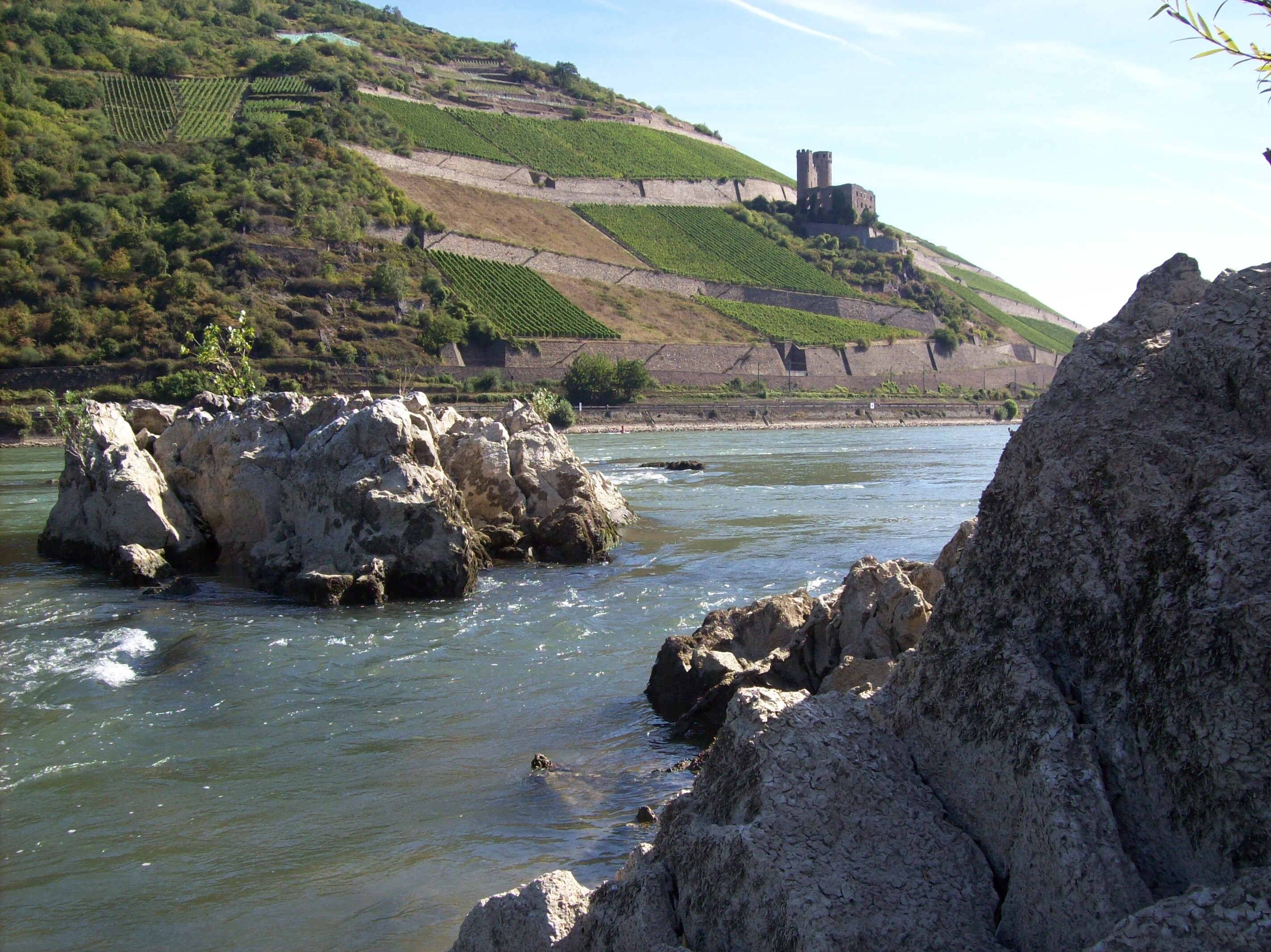
Lochsteine

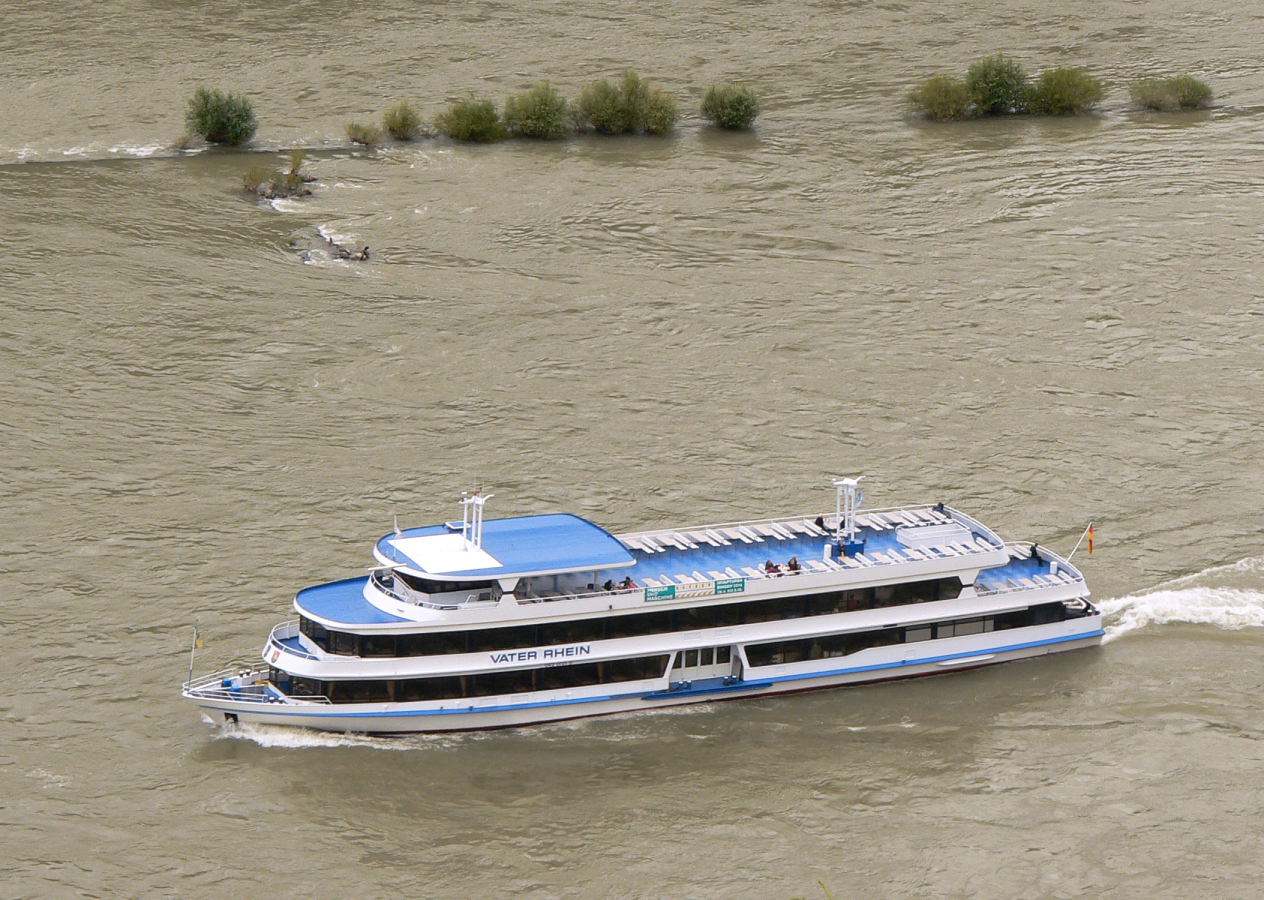
Ein Fahrgastschiff passiert die Lochsteine (links hinten) stromaufwärts.

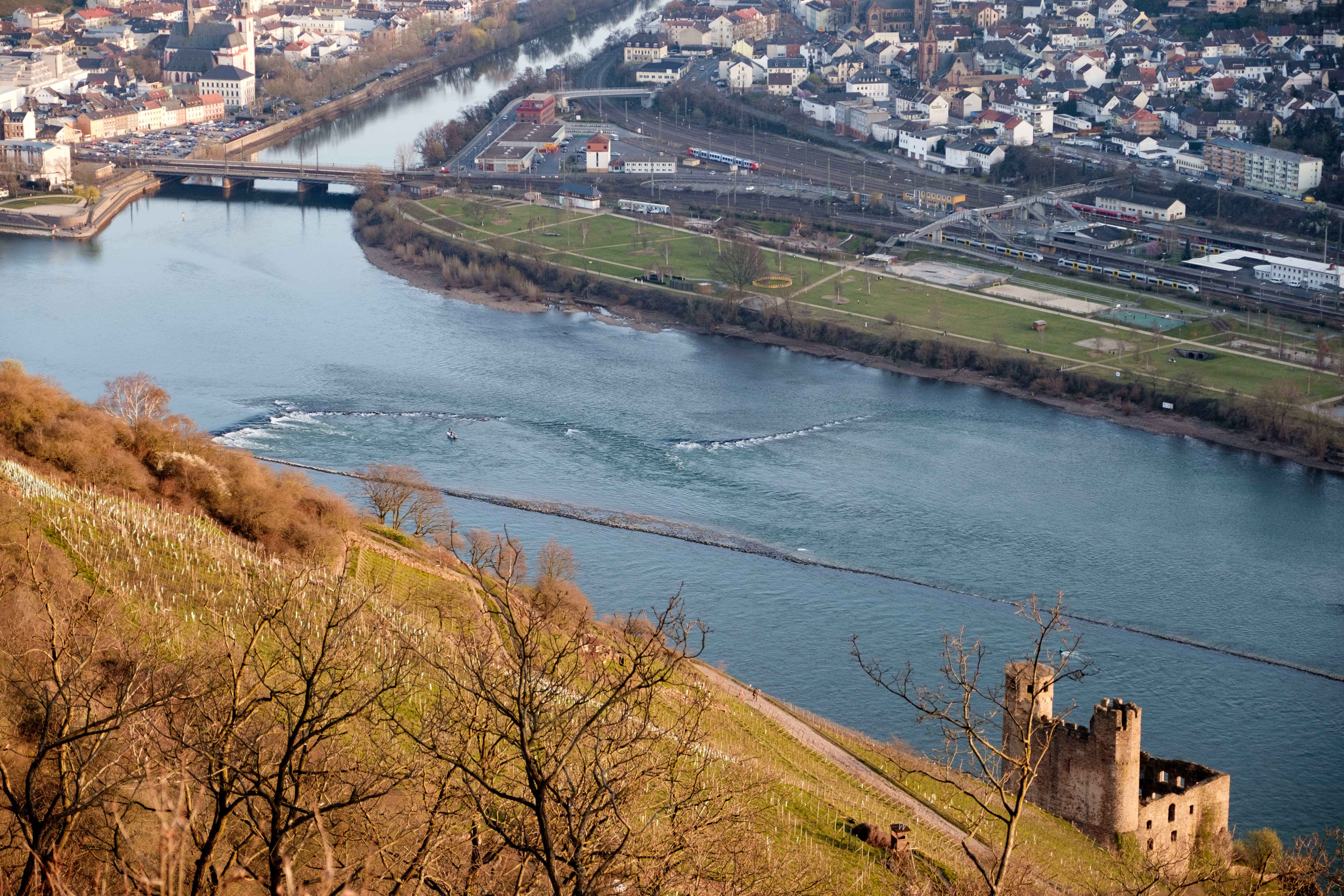
Altes und neues Fahrwasser kurz oberhalb des Binger Lochs

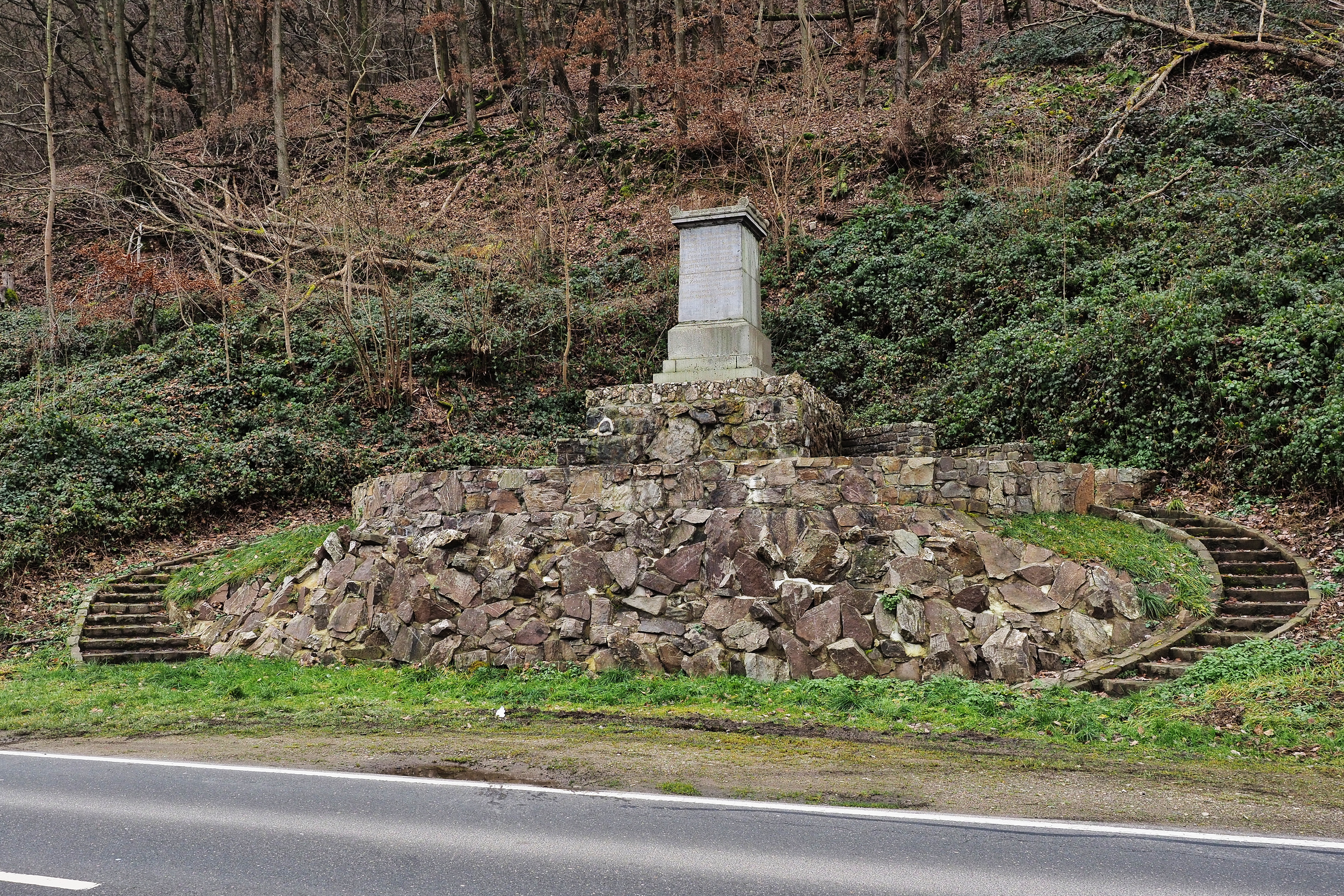
Denkmal für die Verbreiterung von 1832

Das Riff bildete ein natürliches Wehr, das den Rhein oberhalb aufstaute und die Unterschiede im Gefälle ausglich. 
Das Gefälle des Rheins unterhalb des Binger Lochs ist erheblich stärker als oberhalb. Bis Rüdesheim fällt der Rhein etwa 10 Zentimeter je Stromkilometer ab, unterhalb des Binger Lochs steigt das Gefälle auf bis zu 65 Zentimeter je Kilometer. Bei Mittelwasser wird der Wasserspiegel direkt oberhalb der Lochsteine mit 77,4 m ü. NN angegeben; drei Kilometer stromabwärts, direkt vor der Kiesbank des Klemensgrundes, erreicht das Mittelwasser nur noch ein Niveau von 75,4 m ü. NN. Bei Niedrigwasser war der Wasserstand unmittelbar unterhalb des Binger Lochs 80 Zentimeter niedriger als oberhalb.
Auch die Breite des Stromes ändert sich stark. Im Oberen Rheingau liegen das linke und das rechte Rheinufer bis zu 1000 Meter auseinander und lassen dem Strom Platz für große Inseln. Rheinabwärts verengt sich das Flussbett deutlich, bis auf etwa 160 Meter an der schmalsten Stelle unter dem Loreleyfelsen.
Das wirkt sich auf die Strömungsgeschwindigkeit aus. Oberhalb des Binger Lochs entspricht die Strömung bei Mittelwasser etwa dem Tempo eines Spaziergängers am Ufer, während unterhalb die Strömung so stark wird, dass die Markierungstonnen am Rand des Fahrwassers gischtende Bugwellen erzeugen.

## Schiffbarmachung
Obwohl schon die Römer versucht hatten, das Binger Riff zu durchbrechen, gelang es erst im 17. Jahrhundert, eine vier Meter breite Durchfahrt zu schaffen. 
Die preußischen Sprengungen von 1830 bis 1841 verbesserten die Situation für die Schifffahrt deutlich, indem sie das Binger Loch auf 14 Meter verbreiterten. Als eine Breite von neun Metern erreicht war, errichtete man auf der Bingerbrücker Seite ein Denkmal aus den Bruchsteinen. 
1860 wurde mit dem Bau eines zweiten Fahrwassers auf der linken Rheinseite begonnen und eine 90 Meter breite Öffnung in das Quarzitriff gesprengt. Das neue Fahrwasser wurde 1867 durch ein 1 km langes Parallelwerk vom Hauptstrom abgetrennt. Zwischen 1925 und 1932 wurde die Breite dieser Öffnung auf 60 Meter verringert. Dabei wurden sieben Grundwehre eingebaut, um die erforderliche Wassertiefe zu erreichen. 
1893–94 wurde das Binger Loch auf 30 Meter verbreitert und 1966–74 auf 120 Meter ausgebaut. Vor diesem Ausbau war das Binger Loch nur rheinaufwärts befahrbar, der Talverkehr benutzte das „neue Fahrwasser“. Nach der letzten Maßnahme in den 1990er-Jahren und dem neu erbauten Leitwerk stellt das Binger Loch kein wesentliches Hindernis mehr dar, das linke Fahrwasser wurde geschlossen.

## Denkmal
Das 1832 auf der Gemarkung von Weiler bei Bingen errichtete Denkmal für die Verbreiterung des Binger Lochs trägt die Inschrift:

„An dieser Stelle des Rheins verengte ein Felsenriff die Durchfahrt. Vielen Schiffen ward es verderblich. Unter der Regierung Friedrich Wilhelms des III. Königs von Preussen ist die Durchfahrt nach dreijähriger Arbeit auf 210 Fuss, das Zehnfache der früheren, verbreitet. Auf gesprengtem Gestein ist dieses Denkmal errichtet. 1832.“